# Novo Aleixo
O Novo Aleixo é um bairro do município brasileiro de Manaus, capital do Amazonas. Localiza-se na zona norte e seus limites são com os bairros do Aleixo, São José Operário,  Jorge Teixeira, Cidade de Deus ,Parque 10 de Novembro, Flores e Cidade Nova.
De acordo com estimativas da Secretaria de Desenvolvimento Econômico, Ciência, Tecnologia e Inovação do Amazonas (SEDECTI), sua população era de 114 209 habitantes em 2017.
É um dos bairros novos na cidade de Manaus, formado a partir de parte do bairro Cidade Nova e dos bairros Nossa Senhora de Fátima, Amazonino Mendes (também chamado Mutirão), Águas Claras e Parque das Garças. 

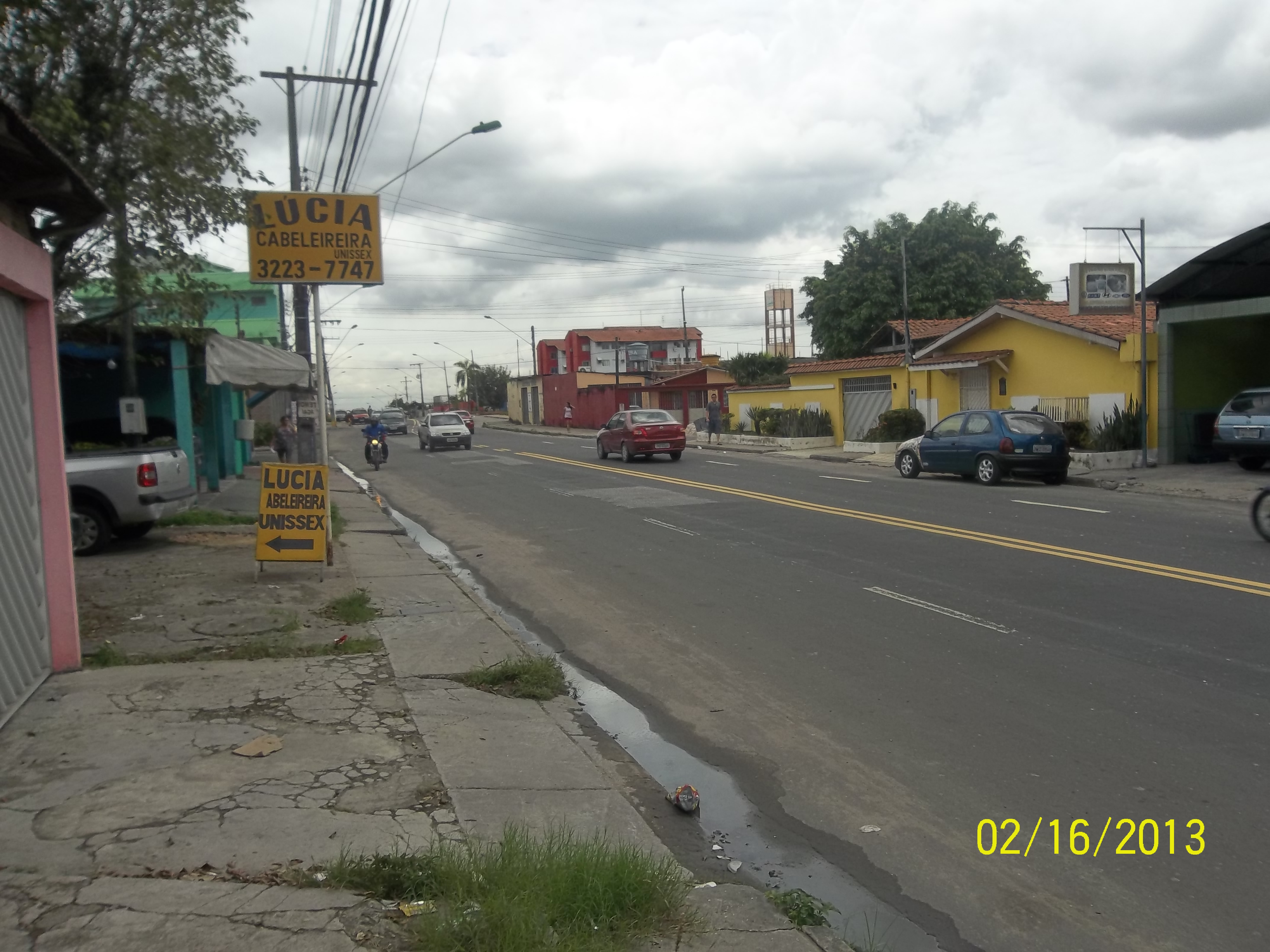
Rua João Câmara, a principal do bairro.

## História
Até 1990, a área onde hoje é localizado o bairro era apenas uma grande extensão de mata inabitada reservada à expansão da Cidade Nova. Em 1994, a Vieiralves Imobiliária, detentora da propriedade das terras, inaugurou o loteamento Novo Aleixo, na Cidade Nova. O Novo Aleixo é portanto, um bairro relativamente novo.